# 护送钱斯
《护送钱斯》（英語：Taking Chance）是2009年的美國劇情片，改编自美國海軍陸戰隊中校麦克·斯特罗伯尔擔任護航軍官期間的真實經歷，可視為美国人对阵亡士兵的致敬。
電影為2009年度圣丹斯电影节的參展作品，HBO于同年2月公映。

## 剧情
钱斯·菲尔普斯（Chance Phelps）在伊拉克战争中阵亡后，其遗体由麦克·斯特罗伯尔中校自愿护送回其家乡。

## 演員表
- 奇雲·貝根 飾 米高·舒洛寶中校